# Vincent Persichetti
Vincent Persichetti (Filadelfia, 6 giugno 1915 – Filadelfia, 14 agosto 1987) è stato un compositore e pianista statunitense, ricordato per la sua intensa attività didattica e saggistica, oltre ad aver cresciuto una generazione di compositori come Louis Calabro, Einojuhani Rautavaara, Leonardo Balada, Peter Schickele (P. D. Q. Bach), Steve Reich,
Philip Glass e Ronald Caltabiano, oltre a numerosi altri, che furono suoi allievi alla Juilliard School.

## Biografia
Persichetti nacque a Philadelphia nel 1915, da Matha Catherine Buch e Vincenzo Ruggero Persichetti, e qui visse e operò per tutto il resto della vita. Pur non essendovi nessun musicista in famiglia, egli ben presto intraprese lo studio del pianoforte, dell'organo e del contrabbasso al Combs College of Music, dove più tardi apprese la teoria musicale e la composizione. Giovanissimo mantenne economicamente la propria istruzione alle scuole superiori, ora suonando l'organo in chiesa, ora lavorando come musicista nelle orchestre o facendo l'accompagnatore nelle trasmissioni radiofoniche.
Fu anche un valente scultore, e questa sua passione per le arti plastiche rimase intatta negli anni. A 20 anni ottenne la cattedra di teoria e composizione al Coombs College, nel frattempo studiò direzione d'orchestra con Fritz Reiner al Curtis Institute e pianoforte con Olga Samaroff. Nel 1941 ottenne il diploma e nel 1945 il dottorato a Philadelphia, oltre al diploma di direzione al Curtis. William Schuman gli offrì la cattedra alla Juilliard School, dove ebbe numerosi allievi, in seguito divenuti affermati compositori, come Louis Calabro, Einojuhani Rautavaara, Leonardo Balada, Peter Schickele (P. D. Q. Bach), Philip Glass e Ronald Caltabiano, Larry Thomas Bell, Claire Polin, Toshi Ichiyanagi. Divenne direttore editoriale, nel 1952, della casa editrice Elkan-Vogel.

## Opere
Persichetti è stato una delle più eminenti figure della musica statunitense del XX secolo, sia come didatta che come autore. Il suo repertorio bandistico è imprescindibile per qualsiasi complesso di fiati, che sono tuttora utilizzatissime come approccio iniziale per gli studenti dei college e delle scuole superiori degli USA. Lo stesso si può dire dei suoi Inni e Responsori per L'Anno Liturgico, divenuti col tempo degli standard della musica corale da chiesa. Inizialmente influenzato da Bartòk, Hindemith, Copland e Stravinsky, creò nel corso degli anni cinquanta un linguaggio autonomo.
Non di rado le sue composizioni fanno uso della politonalità e del pandiatonicismo, con un forte senso ritmico. Questo stile rimase immutato negli anni, tanto che Persichetti stessò ironizzò, in un'intervista al Music Quarterly sul fatto che la sua musica non è come le donne, non ha cicli!. Spesso componeva nella propria automobile, appoggiando la carta da musica al volante. Fu un dotato accompagnatore al pianoforte, strumento al quale dedicò pagine adatte sia al pianista professionista che allo studente o all'amatore: ha lasciato sonate, pezzi virtuosistici, un concerto, un concertino e un gran numero di composizioni di vario genere.
La produzione per banda è di grande rilevanza nel catalogo di Persichetti: la Sinfonia n.6 per banda, in questo senso, è un brano capitale del suo repertorio e del repertorio per questo tipo di complesso strumentale. Da menzionare anche Parables, una raccolta di 25 composizioni per solista o con accompagnamento, scritte tra il 1968 e il 1986 e le Serenate per inconsueti accostamenti di strumenti come nel caso del Trio per trombone, viola e violoncello. Come autore operistico, fu invece meno fortunato: l'opera The Sybil (La Sibilla) fu un fiasco, perché, nonostante l'indubbia cura strumentale che il maestro profuse in essa, le qualità drammaturgiche e vocali furono considerate piuttosto scarse.

### Composizioni significative
- The Hollow Men, for trumpet and string orchestra, Op. 25
- Celebrations, for Chorus and Wind Ensemble, Op. 103
- Chorale Prelude: So Pure the Star, Op. 91
- Chorale Prelude: Turn Not Thy Face, Op. 105
- Divertimento For Band, Op. 42
- Mass for a capella mixed chorus, Op. 84
- Pageant, Op. 59
- Parable IX for Band, Op. 121
- Psalm for Band, Op. 53
- The Sibyl: A Parable of Chicken Little (Parable XX): An Opera in One Act, Op. 135
- Winter Cantata, Op. 97 for Women's Chorus, Flute, and Marimba
- Masques for violin and piano Op. 99
- Symphony No. 6 For Band
- Masquerade for Band, Op. 102

### Audio
- Art of the States: Vincent Persichetti Night Dances, op. 114 (1970)

| Controllo di autorità | VIAF (EN) 76501168 · ISNI (EN) 0000 0001 1029 8339 · SBN LO1V137237 · Europeana agent/base/148992 · LCCN (EN) n80097322 · GND (DE) 118855832 · BNE (ES) XX962241 (data) · BNF (FR) cb138983953 (data) · J9U (EN, HE) 987007596985905171 · NDL (EN, JA) 00525084 |